# Primo (geometria)

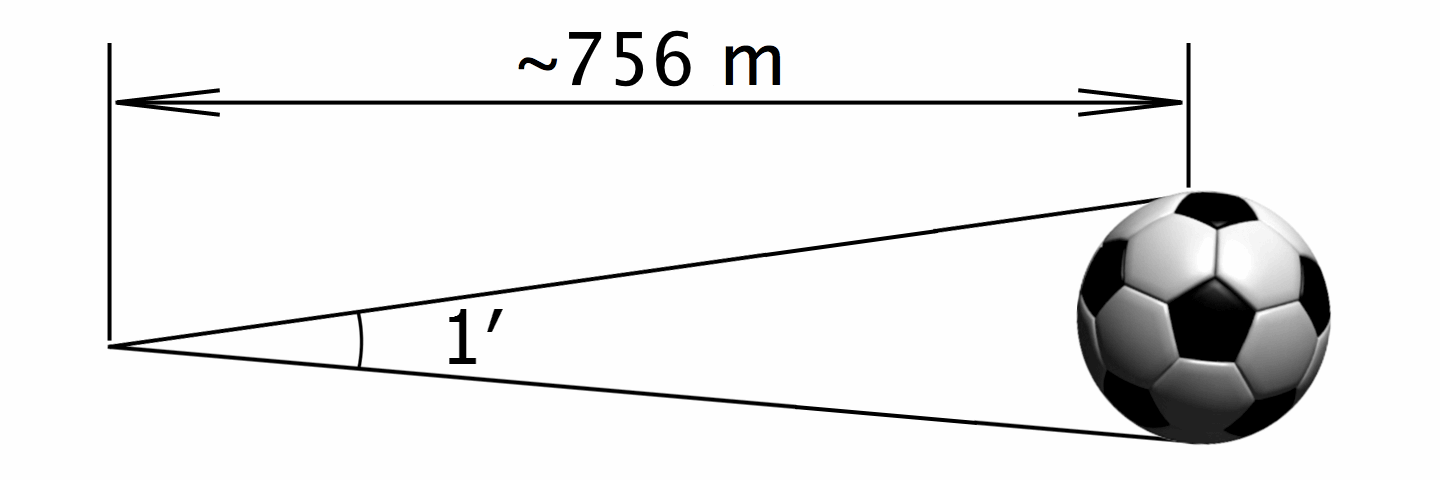
Un pallone da calcio a circa 756 m di distanza, vale 1 minuto d'arco.

In geometria, il minuto primo (simbolo: ′, Unicode U+2032, HTML entity &prime;) è un'unità di misura degli angoli piani non appartenente al SI.
Corrisponde ad 1 sessantesimo di grado (o a sessanta secondi), per cui si ha la relazione:
1 grado = 60 primi
Per distinguerlo dall'omonima unità di misura del tempo, si parla spesso di primi d'arco o anche di minuti d'arco.
È comunemente usato come misure in minuti d'arco (MOA - minute of arc) nel tiro al segno e applicazioni similari.